# تسوية (مساحة)

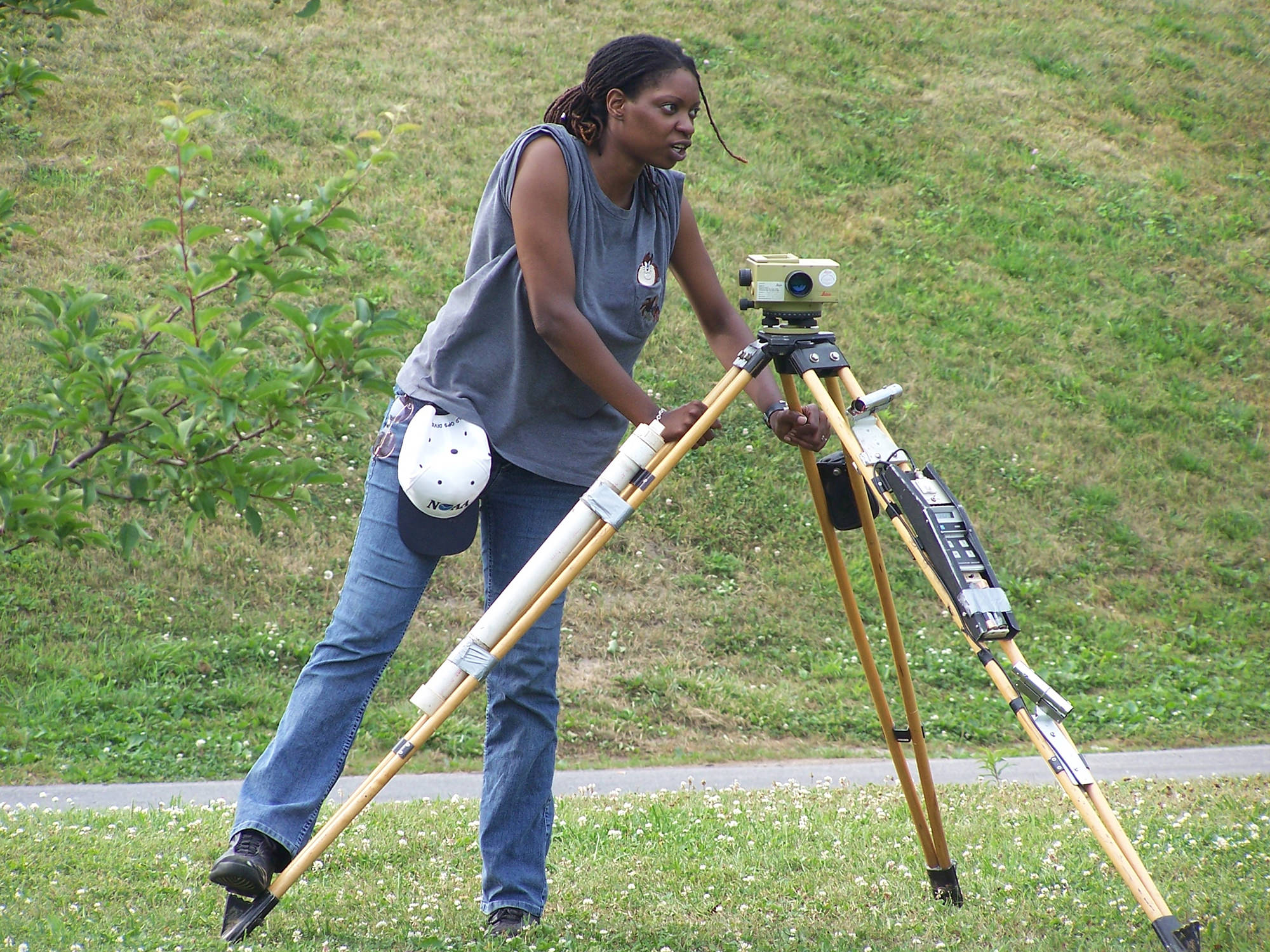
يقوم موظف في مركز الخدمات والمنتجات الأوقيانوغرافية التشغيلية بإجراء تسوية لمحطة المد والجزر لدعم فيلق المهندسين بالجيش الأمريكي في ريتشموند بولاية مين.

التسوية أو قياس المناسِب هو فرع من المساحة، والهدف منه هو إنشاء أو التحقق من أو قياس ارتفاع النقاط المحددة بالنسبة لمرجع. يستخدم على نطاق واسع في رسم الخرائط لقياس الارتفاع الجيوديسي، وفي البناء لقياس اختلافات ارتفاع القطع الأثرية الإنشائية. يُعرف أيضًا باسم تسوية الروح والتسوية التفاضلية.

## التسوية البصرية

علامات ستادياعلى علامة التقاطع أثناء عرض قضيب تسوية متري. العلامة العلوية عند 1500 مم والأقل عند 1345 مم. المسافة بين العلامتين 155 مم ، مما يعطي مسافة 15.5 م للقضيب.

تستخدم التسوية البصرية مستوى بصريًا يتكون من تلسكوب دقيق مع خطوط متصالبة وعلامات ملاعب. تُستخدم الشعيرات المتقاطعة لتحديد نقطة المستوى على الهدف، وتسمح الملاعب بتحديد النطاق؛ عادة ما تكون الملاعب بنسب 100: 1، وفي هذه الحالة يمثل المترالواحد بين علامات الملاعب على طاقم التسوية 100 متر من الهدف. عادة ما تُركب الوحدة الكاملة على حامل ثلاثي القوائم، ويمكن للتلسكوب أن يدور بحرية 360 درجة في مستوى أفقي. يقوم المساح بضبط مستوى الأداة عن طريق الضبط الخشن لأرجل الحامل ثلاثي الأرجل والضبط الدقيق باستخدام ثلاثة مسامير ضبط مستوية دقيقة على الجهاز لجعل مستوى الدوران أفقيًا. يقوم المساح بذلك باستخدام مستوى عين الثور المدمج في أداة التثبيت. ينظر المساح من خلال عدسة التلسكوب بينما يحمل المساعد طاقمًا عموديًا متدرجًا بالبوصة أو السنتيمتر. يوضع طاقم المستوى عموديًا باستخدام مستوى، مع وضع قدمه على النقطة التي يتطلب قياس المستوى لها. يُدور التلسكوب وتركيزه حتى يصبح طاقم المستوى مرئيًا بوضوح في الشعيرات المتصالبة. في حالة المستوى اليدوي عالي الدقة، يُضبط المستوى الدقيق بواسطة لولب ارتفاع، باستخدام مستوى فقاعات عالي الدقة مثبت على التلسكوب. يمكن رؤية ذلك بواسطة مرآة أثناء الضبط أو يمكن عرض نهايات الفقاعة داخل التلسكوب، مما يسمح أيضًا بضمان المستوى الدقيق للتلسكوب أثناء التقاط الرؤية. ومع ذلك، في حالة المستوى التلقائي، يُضبط الارتفاع تلقائيًا بواسطة منشور معلق بسبب الجاذبية، طالما أن التسوية الخشنة دقيقة ضمن حدود معينة. عند المستوى، تُسجل قراءة تخرج الموظفين عند الشعيرات المتصالبة، ويُوضع علامة تعريف أو علامة في المكان الذي استقر فيه الموظفون على الكائن أو الموقف الذي يُمسح.

## إجراء التسوية الخطية
الإجراء النموذجي للمسار الخطي للمستويات من مرجع معروف هو كما يلي. قم بإعداد الأداة على بعد 100 متر (110 ياردة) من نقطة ارتفاع معروف أو مفترض. يُثبت قضيب أو عصا رأسية على تلك النقطة وتُستخدم الأداة يدويًا أو تلقائيًا لقراءة مقياس القضيب. هذا يعطي ارتفاع الجهاز فوق نقطة البداية ويسمح بارتفاع الأداة (HI) فوق المسند ليُحسَب. يُثب القضيب بعد ذلك على نقطة غير معروفة وتؤخذ القراءة بنفس الطريقة، مما يسمح بحساب ارتفاع نقطة (البصيرة) الجديدة. الفرق بين هاتين القرائتين يساوي التغيير في الارتفاع، وهذا هو السبب في أن هذه الطريقة تسمى أيضًا «التسوية التفاضلية». يُكرر الإجراء حتى يُوصل إلى نقطة الوجهة. من المعتاد إجراء حلقة كاملة للعودة إلى نقطة البداية أو إغلاق العبور عند نقطة ثانية يكون ارتفاعها معروفًا بالفعل. يقوم فحص الإغلاق بالحماية من الأخطاء الفادحة في العملية، ويسمح بتوزيع الأخطاء المتبقية بالطريقة الأكثر احتمالاً بين المحطات.
توفر بعض الأدوات ثلاثة خطوط متصالبة تتيح قياس الملاعب للمسافات التبصرية والرجعية. تسمح هذه أيضًا باستخدام متوسط القراءات الثلاث (تسوية 3 أسلاك) كتحقق من الأخطاء الفادحة ولحساب متوسط خطأ الاستيفاء بين العلامات على مقياس القضيب.

رسم تخطيطي يوضح العلاقة بين مستويين من الموظفين ، أو القضبان ، كما هو موضح في 1 و 3. مستوى خط الرؤية هو 2.

النوعان الرئيسيان من التسوية هما التسوية الأحادية كما هو موصوف بالفعل، والتسوية المزدوجة (التسوية المزدوجة). في التسوية المزدوجة، يأخذ المساح بصورتين ونظرتين خلفيتين ويتأكد من أن الفرق بين البصيرة والفرق بين الأعمدة الخلفية متساوية، وبالتالي تقليل مقدار الخطأ. يكلف التسوية المزدوجة ضعف تكلفة التسوية الفردية.
تحول المستوى
عند استخدام مستوى بصري، قد تكون نقطة النهاية خارج النطاق الفعال للأداة. قد تكون هناك عوائق أو تغييرات كبيرة في الارتفاع بين نقاط النهاية. في هذه الحالات، هناك حاجة إلى إعدادات إضافية. الدوران هو مصطلح يستخدم عند الإشارة إلى تحريك المستوى لأخذ لقطة ارتفاع من موقع مختلف.
من أجل «تشغيل» المستوى، يجب على المرء أولاً أن يأخذ قراءة ويسجل ارتفاع النقطة التي يقع عليها القضيب. أثناء الاحتفاظ بالقضيب في نفس الموقع تمامًا، يُنقل المستوى إلى موقع جديد حيث لا يزال القضيب مرئيًا. تُؤخذ القراءة من الموقع الجديد للمستوى ويستخدم فرق الارتفاع لإيجاد الارتفاع الجديد لمسدس المستوى. يتكرر هذا حتى تكتمل سلسلة القياسات.
يجب أن يكون المستوى أفقيًا للحصول على قياس صالح. لهذا السبب، إذا كان التقاطع الأفقي للأداة أقل من قاعدة القضيب، فلن يتمكن المساح من رؤية القضيب والحصول على القراءة. يمكن عادة رفع القضيب حتى ارتفاع 25 قدمًا، مما يسمح بضبط المستوى أعلى بكثير من قاعدة القضيب.

## التسوية المثلثية
الطريقة القياسية الأخرى للتسوية في البناء والمسح تسمى «التسوية المثلثية»، وهي مفضلة عند التسوية «للخروج» إلى عدد من النقاط من نقطة ثابتة واحدة. يجري باستخدام جهاز المحطة الكلية، أو أي أداة أخرى لقراءة الزاوية الرأسية أو السمتية للقضيب، ويُحسب التغيير في الارتفاع باستخدام الدوال المثلثية (انظر المثال أدناه). في مسافات أكبر (عادةً 1000 قدم وأكثر)، يجب أن يؤخذ في الاعتبار انحناء الأرض وانكسار موجة الجهاز عبر الهواء في القياسات أيضًا (انظر القسم أدناه).
على سبيل المثال: أداة عند النقطة أ تقرأ قضيبًا عند النقطة ب بزاوية سمت <88 ° 15'22 "(درجات، دقائق ، ثوانٍ من القوس) ومسافة انحدار 305.50 قدم دون احتساب قضيب أو ارتفاع الأداة هكذا:
كوس (88 درجة 15'22 بوصة) (305.5) = 9.30 قدمًا،
يعني تغيير الارتفاع بمقدار 9.30 قدمًا تقريبًا في الارتفاع بين النقطتين A و B. لذا إذا كانت النقطة A على ارتفاع 1000 قدم، فستكون النقطة B على ارتفاع 1,009.30 قدمًا تقريبًا، حيث أن الخط المرجعي لزوايا الذروة يكون صعودًا بشكل مستقيم في اتجاه عقارب الساعة دورة كاملة واحدة، وبالتالي فإن قراءة الزاوية التي تقل عن 90 درجة (أفقيًا أو مسطحًا) ستبدو صعودًا وليس لأسفل (وعكسها بالنسبة للزوايا الأكبر من 90 درجة)، وبالتالي ستزيد الارتفاع.

## الانكسار والانحناء
إنحناء الأرض يعني أن خط الرؤية الأفقي في الجهاز سيكون أعلى وأعلى فوق الكرة الكروية على مسافات أكبر. قد يكون التأثير ضئيلًا لبعض الأعمال على مسافات تقل عن 100 متر. يكون خط الرؤية أفقيًا عند الجهاز، ولكنه ليس خطًا مستقيمًا بسبب الانكسار الجوي. يؤدي تغير كثافة الهواء مع الارتفاع إلى انحناء خط الرؤية نحو الأرض. يكون التصحيح المشترك للانكسار والانحناء تقريبًا:
{\displaystyle \Delta h_{feet}=0.021\left({\frac {D_{ft}}{1000}}\right)^{2}} أو {\displaystyle \Delta h_{meters}=0.067D_{km}^{2}}
للعمل الدقيق، يجب حساب هذه التأثيرات وتطبيق التصحيحات. بالنسبة لمعظم الأعمال، يكفي الحفاظ على مسافات التبصر والبعد الخلفي متساوية تقريبًا بحيث تُلغى تأثيرات الانكسار والانحناء. يعد الانكسار بشكل عام أكبر مصدر للخطأ في التسوية. بالنسبة لخطوط المستوى القصير، تكون تأثيرات درجة الحرارة والضغط غير مهمة بشكل عام، لكن تأثير تدرج درجة الحرارة dT / dh يمكن أن يؤدي إلى أخطاء:

## حلقات التسوية واختلافات الجاذبية
بافتراض قياسات خالية من الأخطاء، إذا كان مجال الجاذبية الأرضية منتظمًا تمامًا وثابت الجاذبية، فستغلق حلقات التسوية دائمًا بدقة:
{\displaystyle \sum _{i=0}^{n}\Delta h_{i}=0}
حول حلقة. في مجال الجاذبية الحقيقي للأرض، يحدث هذا فقط تقريبًا؛ في الحلقات الصغيرة النموذجية للمشاريع الهندسية، يكون إغلاق الحلقة ضئيلًا، لكنه ليس كذلك في الحلقات الأكبر التي تغطي المناطق أو القارات.
بدلاً من اختلافات الارتفاع، تتقارب الاختلافات الجغرافية المحتملة حول الحلقات:
{\displaystyle \sum _{i=0}^{n}\Delta h_{i}g_{i},}
أين{\displaystyle g_{i}}لتقف على الجاذبية في فترة التسوية أنا. بالنسبة لشبكات التسوية الدقيقة على نطاق وطني، يجب دائمًا استخدام الصيغة الأخيرة.
{\displaystyle \Delta W_{i}=\Delta h_{i}g_{i}\ }
يجب استخدامها في جميع العمليات الحسابية، مما ينتج قيمًا جغرافية محتملة{\displaystyle W_{i}}لمعايير الشبكة.

## الادوات
أقدم الآلات
طور المهندس المدني الإنجليزي ويليام جرافات المستوى الباهت أثناء مسح مسار خط السكك الحديدية المقترح من لندن إلى دوفر. أكثر إحكاما وبالتالي أكثر قوة وأسهل في النقل، يُعتقد بشكل شائع أن تسوية الإغراق أقل دقة من أنواع التسوية الأخرى، ولكن هذا ليس هو الحال. تتطلب تسوية بدينه مشاهد أقصر وبالتالي عددًا أكبر من المشاهد، ولكن يُعوض هذا الخطأ من خلال ممارسة جعل الرؤى والنظرات الخلفية متساوية.
غالبًا ما استُخدمت تصميمات المستوى الدقيق لمشاريع التسوية الكبيرة التي تتطلب أقصى درجات الدقة. وهي تختلف عن المستويات الأخرى في وجود أنبوب مستوى روح دقيق للغاية وتعديل ميكرومتر لرفع أو خفض خط الرؤية بحيث يمكن جعل التقاطع متزامنًا مع خط على مقياس القضيب ولا يلزم الاستيفاء.
المستوى التلقائي
تستخدم المستويات التلقائية المعوض الذي يضمن بقاء خط الرؤية أفقيًا بمجرد أن يقوم المشغل بتسوية الأداة تقريبًا (ربما في حدود 0.05 درجة). يقوم المساح بإعداد الأداة بسرعة ولا يتعين عليه إعادة تحديدها بعناية في كل مرة يشاهد فيها قضيبًا في نقطة أخرى. كما أنه يقلل من تأثير الاستقرار الطفيف للحامل ثلاثي القوائم على المقدار الفعلي للحركة بدلاً من رفع الإمالة على مسافة الرؤية. تُستخدم ثلاثة مسامير ملولبة لتسوية الأداة.
مستوى الليزر
تعرض مستويات الليزر شعاعًا مرئيًا و / أو يمكن اكتشافه بواسطة جهاز استشعار على قضيب التسوية. يستخدم هذا النمط على نطاق واسع في أعمال البناء ولكن ليس لأعمال التحكم الأكثر دقة. الميزة هي أن شخصًا واحدًا يمكنه إجراء التسوية بشكل مستقل، في حين تتطلب الأنواع الأخرى شخصًا واحدًا على الجهاز وآخر يمسك بالقضيب.
يمكن تركيب المستشعر على آلات تحريك التربة للسماح بالتدريج الآلي.